# Келлер, Альберт Галлоуэй
А́льберт Га́ллоуэй Ке́ллер (англ.  Albert Galloway Keller; 10 апреля 1874 — 31 октября 1956) — американский социолог.

## Биография
Окончил Йельский университет (бакалавр, 1896; доктор, 1899). Ученик Уильяма Самнера. Преподавал в Йельском университете в 1899-1942 годах (с 1907 года – профессор).

## Семья
- Сын — Дин Келлер (1901-1992), профессор Йельского университета, художник-портретист.
- Внук — Дин Г. Келлер (1940-2005), профессор Лайм-академии-колледжа изобразительных искусств, живописец и скульптор.

## Вклад в науку
Келлер ввёл научный оборот термин «социетальный» и концепцию социетальной системы, в которой общественная формация рассматривается как система  функциональных структур, взаимодействующих между собой, где каждая функциональная часть системы в процессе взаимоотношений с другими её частями придает системе новое, системное качество.

## Научные труды
- The Beginnings of German Colonization, The Yale Review[англ.], May 1901.
- The Colonial Policy of the Germans, The Yale Review[англ.], February 1902.
- Homeric Society: A Sociological Study of the Iliad and the Odyssey, New York: Longmans, Green, and Company, 1902.
- Queries in Ethnography, New York: Longmans, Green, 1903.
- Notes on the Danish West Indies, Annals of the American Academy of Political and Social Science, vol. 22, no. 1, 1903.
- Portuguese Colonization in Brazil, New Haven, 1906.
- Colonization: A Study of the Founding of New Societies, Boston: Ginn & Company, 1908.
- Race Distinction, New Haven: Department of Anthropology, Yale University, 1909.
- Physical and Commercial Geography: A Study of Certain Controlling Conditions of Commerce, with Herbert Ernest Gregory and Avard Longley Bishop, Boston: Ginn & Company, 1910.
- Commercial and Industrial Geography, with Avard Longley Bishop, Boston: Ginn & Company, 1912.
- Societal Evolution: A Study of the Evolutionary Basis of the Science of Society, New York: Macmillan Company, 1915; later editions in 1931 and 1947.
- Industry and Trade: Historical and Descriptive Account of Their Development in the United States, with Avery Longley Bishop, Boston: Ginn & Company, 1918.
- Through War to Peace: A Study of the Great War as an Incident in the Evolution of Society, New York: Macmillan Company, 1921.
- Starting Points in Social Science, Boston: Ginn & Company, 1925.
- Man's Rough Road: Backgrounds and Bearings From Mankind's Experience, New York: Frederick A. Stokes Company, 1932; acondensed edition of Sumner's, Keller's, and Davie's, The Science of Society; and Reminiscences (mainly personal) of William Graham Sumner; New Haven: Yale University Press, 1933.
- Brass Tacks, New York: Alfred A. Knopf[англ.]*, 1938.
- Net Impressions, New Haven: Yale University Press, 1942.
- «A Byzantine admirer of ‘western’ progress: Cardinal Bessarion», in Cambridge Historical Journal (Cambridge). Vol. 11 (1953–55), pp. 343–348.